# Güvenlik Kuvvetleri Komutanlığı

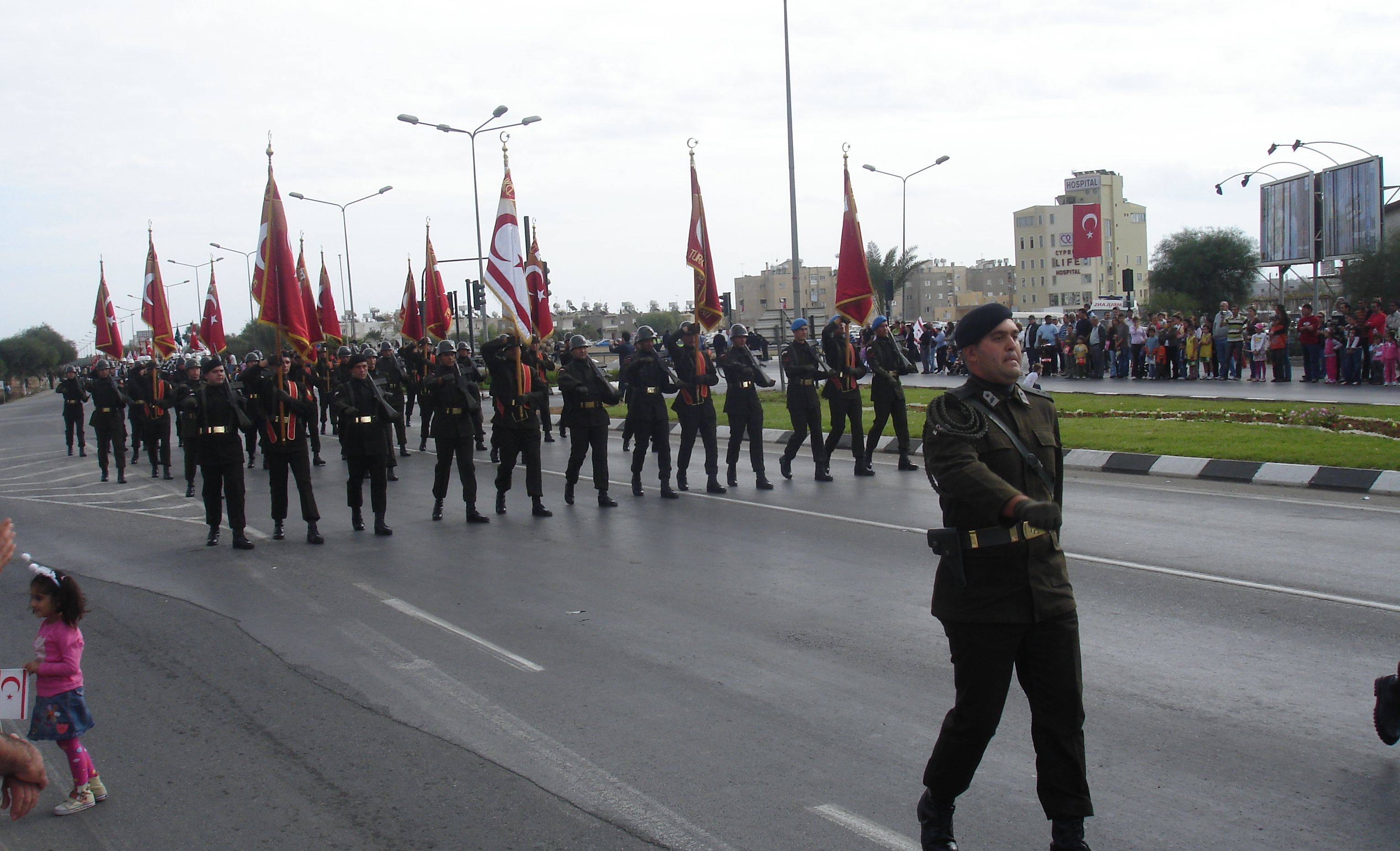
Soldati turco-ciprioti delle forze di sicurezza si esibiscono durante la parata della Festa della Repubblica del 2007.

Il Comando delle forze di sicurezza (in turco Güvenlik Kuvvetleri Komutanlığı) è la forza militare e di sicurezza della Repubblica turca di Cipro del Nord, la cui indipendenza è riconosciuta solo dalla Turchia e che le Nazioni Unite considera un territorio occupato dai turchi.
Si tratta di una forza di 9.000 soldati, principalmente composta da coscritti maschi turco-ciprioti di età compresa tra i 18 e i 40 anni. Si tratta di una forza di armi combinate, con elementi terrestri, aerei e navali.
Questa forza è completata da 17.500-30.000 soldati delle forze militari turche a Cipro del Nord di stanza sull'isola.

## Storia
La Costituzione della Repubblica di Cipro prevedeva un esercito bi-comunale (cioè greco e turco cipriota) su base da 60/40 per cento. L'esercito di Cipro composto da entrambi i principali gruppi etnici ciprioti venne creato nel 1960, ma venne smantellato nel corso del conflitto interetnico del 1963-4. Da allora, entrambe le comunità hanno mantenuto le proprie forze armate indipendenti. Anche prima dell'indipendenza, la comunità turco-cipriota (e allo stesso modo la comunità greco-cipriota) ha mantenuto la propria forza paramilitare (Türk Mukavemet Teşkilatı o TMT), addestrato ed equipaggiato dall'esercito turco (ibid). Nel 1967 questa forza venne ribattezzata Mücahit ("Mujahideen"), e nel 1975 la Mücahit venne rinominata Forza di Sicurezza turco-cipriota. Nel 1974, la Turchia guidò un'invasione di Cipro con l'obiettivo di proteggere la minoranza turca dopo un colpo di Stato greco, che portava una minaccia di unione dell'isola con la Grecia. Da allora non ci sono stati importanti combattimenti a Cipro e l'isola continua ad essere divisa.

## Organizzazione
La Forza di sicurezza turco-cipriota è sotto il comando di un ufficiale dell'esercito turco. L'ufficiale è nominato dalle forze armate turche e detiene il grado di maggiore generale, mentre il capo delle forze militari turche a Cipro del Nord detiene un grado più alto come tenente generale.
Comprende 4 reggimenti di fanteria e il comando della Guardia costiera, due dei quali sono spedizione e gli altri due sono (pronti). Inoltre, l'organizzazione della polizia CNTR è inclusa nelle forze di sicurezza. L'organizzazione è la seguente:
- 1º Reggimento fanteria
- 2º Reggimento fanteria
- 3º Reggimento fanteria
- 4º Reggimento fanteria
- Comando unità dell'Aviazione
- Comando Guardia costiera RTCN
- Comando Task Force Speciale[10]
- Comando Supporto Logistico
- Comando UAV nella Base aerea di Geçitkale[11]

Secondo gli osservatori una gran parte del suo bilancio è stato coperto da parte dell'esercito turco, da cui dipendeva per l'addestramento e le attrezzature. Si ritiene inoltre che la maggior parte dei suoi ufficiali provenisse dalle file del corpo ufficiali dell'esercito turco, in congedo temporaneo dalle loro normali funzioni, e le sue operazioni erano controllate dall'esercito turco.

## Forza
A partire dal 2009, si ritiene che la forza di questa forza sia di circa 9.000 uomini. È stata organizzata in quindici battaglioni in due brigate, battaglioni di fanteria armati con armi leggere più alcune unità di artiglieria equipaggiati con mortai.
La Guardia costiera di Cipro del Nord aveva 18 navi. La Guardia costiera opera: KKTC SG 01 (Classe: Turk type 80; costruzione:1997-2000; attiva fino al:2000)

## Gradi militari
| Gruppo gradi                                 | Ufficiali generali/di bandiera | Ufficiali generali/di bandiera | Ufficiali generali/di bandiera | Ufficiali generali/di bandiera | Ufficiali generali/di bandiera | Ufficiali generali/di bandiera | Ufficiali generali/di bandiera | Ufficiali generali/di bandiera | Ufficiali generali/di bandiera | Ufficiali generali/di bandiera | Ufficiali da campo/senior | Ufficiali da campo/senior | Ufficiali da campo/senior | Ufficiali da campo/senior | Ufficiali da campo/senior | Ufficiali da campo/senior | Ufficiali junior    | Ufficiali junior   | Ufficiali junior   | Ufficiali junior   | Ufficiali junior   | Ufficiali junior   | Ufficiali junior   | Ufficiali junior   | Allievo ufficiale  | Allievo ufficiale  | Allievo ufficiale  | Allievo ufficiale  | Allievo ufficiale  | Allievo ufficiale | Allievo ufficiale | Allievo ufficiale | Allievo ufficiale | Allievo ufficiale | Allievo ufficiale | Allievo ufficiale |
| -------------------------------------------- | ------------------------------ | ------------------------------ | ------------------------------ | ------------------------------ | ------------------------------ | ------------------------------ | ------------------------------ | ------------------------------ | ------------------------------ | ------------------------------ | ------------------------- | ------------------------- | ------------------------- | ------------------------- | ------------------------- | ------------------------- | ------------------- | ------------------ | ------------------ | ------------------ | ------------------ | ------------------ | ------------------ | ------------------ | ------------------ | ------------------ | ------------------ | ------------------ | ------------------ | ----------------- | ----------------- | ----------------- | ----------------- | ----------------- | ----------------- | ----------------- |
| Comando Forze di Sicurezza di Cipro del Nord |                                |                                |                                |                                |                                |                                |                                |                                |                                |                                |                           |                           |                           |                           |                           |                           |                     |                    |                    |                    |                    |                    |                    |                    |                    |                    |                    |                    |                    |                   |                   |                   |                   |                   |                   |                   |
| Maggior generale Tümgeneral                  | Maggior generale Tümgeneral    | Generale di brigata Tuğgeneral | Generale di brigata Tuğgeneral | Colonnello Albay               | Colonnello Albay               | Tenente colonnello Yarbay      | Tenente colonnello Yarbay      | Maggiore Binbaşı               | Maggiore Binbaşı               | Capitano Yüzbaşı               | Capitano Yüzbaşı          | Tenente Üsteğmen          | Tenente Üsteğmen          | Tenente Üsteğmen          | Sottotenente Teğmen       | Sottotenente Teğmen       | Sottotenente Teğmen | Aspirante Asteğmen | Aspirante Asteğmen | Aspirante Asteğmen | Aspirante Asteğmen | Aspirante Asteğmen | Aspirante Asteğmen | Aspirante Asteğmen | Aspirante Asteğmen | Aspirante Asteğmen | Aspirante Asteğmen | Aspirante Asteğmen | Aspirante Asteğmen |                   |                   |                   |                   |                   |                   |                   |

| Gruppo gradi                                 | Sottufficiali senior       | Sottufficiali senior       | Sottufficiali senior       | Sottufficiali senior       | Sottufficiali senior       | Sottufficiali senior       | Sottufficiali senior | Sottufficiali senior | Sottufficiali senior       | Sottufficiali senior       | Sottufficiali senior | Sottufficiali senior | Sottufficiali senior | Sottufficiali senior | Sottufficiali senior | Sottufficiali senior | Sottufficiali senior   | Sottufficiali senior   | Sottufficiali senior   | Sottufficiali senior | Sottufficiali senior | Sottufficiali senior | Sottufficiali junior | Sottufficiali junior | Sottufficiali junior | Sottufficiali junior | Sottufficiali junior | Sottufficiali junior | Arruolati | Arruolati | Arruolati | Arruolati | Arruolati | Arruolati | Arruolati      | Arruolati      |
| -------------------------------------------- | -------------------------- | -------------------------- | -------------------------- | -------------------------- | -------------------------- | -------------------------- | -------------------- | -------------------- | -------------------------- | -------------------------- | -------------------- | -------------------- | -------------------- | -------------------- | -------------------- | -------------------- | ---------------------- | ---------------------- | ---------------------- | -------------------- | -------------------- | -------------------- | -------------------- | -------------------- | -------------------- | -------------------- | -------------------- | -------------------- | --------- | --------- | --------- | --------- | --------- | --------- | -------------- | -------------- |
| Comando Forze di Sicurezza di Cipro del Nord |                            |                            |                            |                            |                            |                            |                      |                      |                            |                            |                      |                      |                      |                      |                      |                      |                        |                        |                        |                      |                      |                      |                      |                      |                      |                      |                      |                      |           |           |           |           |           |           | Nessun'insegna | Nessun'insegna |
| Comando Forze di Sicurezza di Cipro del Nord | Astsubay kıdemli baş çavuş | Astsubay kıdemli baş çavuş | Astsubay kıdemli baş çavuş | Astsubay kıdemli baş çavuş | Astsubay kıdemli baş çavuş | Astsubay kıdemli baş çavuş | Astsubay baş çavuş   | Astsubay baş çavuş   | Astsubay kıdemli üst çavuş | Astsubay kıdemli üst çavuş | Astsubay üst çavuş   | Astsubay üst çavuş   | Astsubay üst çavuş   | Astsubay üst çavuş   | Astsubay üst çavuş   | Astsubay üst çavuş   | Astsubay kıdemli çavuş | Astsubay kıdemli çavuş | Astsubay kıdemli çavuş | Astsubay çavuş       | Astsubay çavuş       | Astsubay çavuş       | Çavuş                | Çavuş                | Çavuş                | Çavuş                | Onbaşı               | Onbaşı               | Erler     | Erler     |           |           |           |           |                |                |

## Servizio militare obbligatorio
Secondo la Costituzione della RTCN, ogni cittadino maschio ha un obbligo di servizio militare. L'età del reclutamento è di 18 anni.
Periodi di servizio militare:
- 15 mesi come recluta
- 12 mesi come ufficiale della riserva
- 12 mesi come sergente della riserva
- 8 mesi nel breve termine
- È 1 mese a condizione che soddisfi il suo stato speciale (servizio a pagamento e/o servizio a breve termine) dell'obbligo.